# Devarodes chepta
Devarodes chepta är en fjärilsart som beskrevs av Druce 1893. Devarodes chepta ingår i släktet Devarodes och familjen mätare. Inga underarter finns listade i Catalogue of Life.